# Zofia Lissa
Zofia Lissa (19. října 1908, Lvov — 26. března 1980, Varšava) byla polská hudební vědkyně, profesorka (1957), doktorka filosofie (1929), korespondentka Berlínské akademie umění (1955), Saské akademie věd (1963) a Akademie věd a literatury v Mohuči. Laureátka státní ceny PLR (1953).

## Život a práce
Studovala hru na klavír a hudební teorii na Polském hudebním spolku ve Lvově. Poté se zapsala do studia hudební vědy u Adolfa Chybińského na Univerzitě Jana Kazimíra ve Lvově (1924–1929), kde studovala také filosofii u Kazimierza Twardowského a Romana Ingardena, a zároveň se účastnila přednášek z psychologie a dějni umění. Roku 1929 obhájila titul doktora na základě své práce "O harmonice Alexandra Skrjabina". V dalších letech vyučovala teorii hudby na konservatoři Karola Szymanowského a na hudební škole Fryderyka Chopina ve Lvově, a taktéž prováděla výzkum v oblasti muzikálnosti dětí a mládeže v Institutu psychologie ve Lvově.

Po vypuknutí druhé světové války pracovala ve lvovském rozhlase. V roce 1940 zastávala funkci děkana oddělení teorie hudby na lvovské konzervatoři, nicméně roku 1941, po ataku hitlerovského vojska na Lvov, odcestovala do Namanganu (Uzbekistán), kde pracovala jako učitelka na hudební škole. Jako jedna z prvních vstoupila roku 1943 do Svazu polských vlastenců. Poté přebývala v Moskvě, kde se zabývala pořádáním koncertů v rozhlase, vydáváním zpěvníků a notových publikací, psaním recenzí na koncerty polské hudby. Zpracovala a vydala několik sborníků: Zpěvník polských dětí v SSSR (1944), Zpěvník polského vojáka (1944), Písně a hry pro polské mateřinky v SSSR (1945). Po válce zůstala v Moskvě, kde zastávala funkci kulturního atašé při polském velvyslanectví.

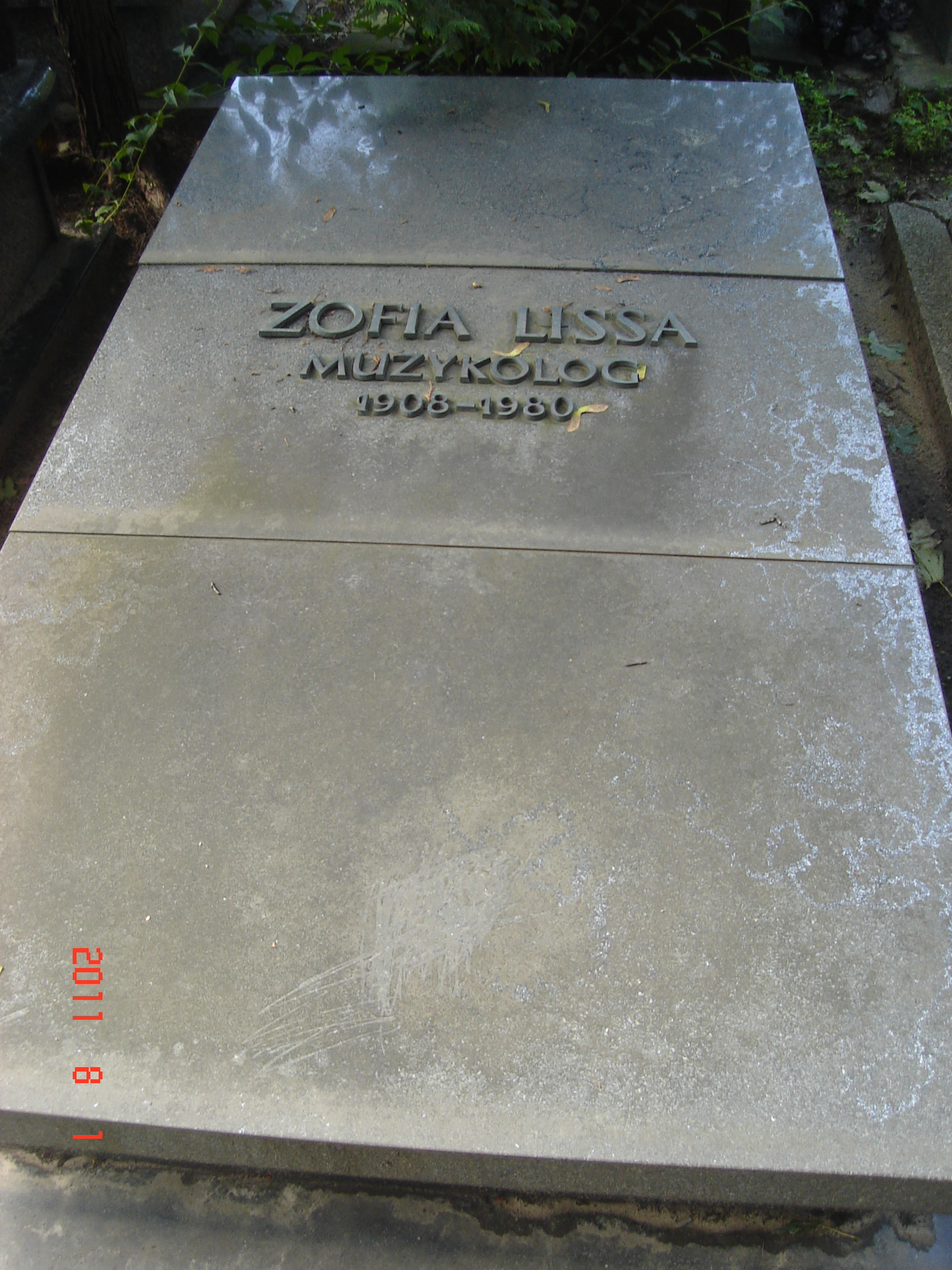
Náhrobek Zofii Lissy na hřbitově v Powązkách ve Varšavě

V roce 1947 se vrátila do Varšavy i zastávala post zástupce ředitele Oddělení hudby na Ministerstvu kultury a umění. Zabývala se výukovou činností a pořádáním hudebních akcí. V roce 1947 se habilitovala na Univerzitě Adama Mickiewiče v Poznani. V roce 1948 stála u zrodu oddělení muzikologie na Varšavské univerzitě a stala se jeho ředitelkou. V roce 1951 získala titul mimořádného profesora, a v roce 1957 titul řádného profesora. V letech 1958–1975 zastávala funkci ředitele Hudebněvědného institutu Varšavské univerzity. Pod jejím vedením se konala mnoho muzikologických setkání, např. „Prokofjevovské setkání“ (Sesja Prokofiewowska, 1959), první mezinárodní chopinovský kongres (1960), nebo setkání zasvěcené tvorbě Karola Szymanowského (1962). Ziniciovala organizaci festivalu "Musica Antiqua Europae Orientalis" v Bydhošti (1963) stejně jako například s ním spojeného mezinárodního muzikologického kongresu, jemuž předsedala. V roce 1966 společně s Hieronimem Feichtem zorganizovala dokumentační a inventarizační středisko staré polské hudby, jehož činnost umožnila vydání série "Antiquitates Musicae in Polonia".
Již za svých studií se spojila s levicovými středisky a později se kvůli svým politickým názorům aktivně účastnila ideologické diskuse týkající se estetiky a marxistické estetické metodologie v muzikologii.
Byla členem vedení (1947–1948) a místopředsedkyní (1949-1954) Svazu polských skladatelů. Z její iniciativy byli do Svazu polských skladatelů (Związek Kompozytorów Polskich) přijati také muzikologové a byl založen Mládežnický okruh (Koło Młodych ZKP). Byla členem prezidia Mezinárodního muzikologického svazu (1965–1977). V roce 1955 se stala členem-korespondentem Akademie der Künste v Berlíně, v roce 1963 na Sächsische Akademie der Wissenschaften v Lipsku, v roce 1972 – Akademie der Wissenschaften und der Literatur v Mohuči.
Její široké spektrum vědních zájmů zahrnovaly hudební vědu a teorii, dějiny hudební estetiky, metodologie hudební vědu a teorii, dějiny současné polské hudby. Byla autorkou prvního polského pojednání o filmové hudbě: Muzyka i film (1937). Její dílo je obecně z velké části dokladem epochy (hudba), ve které vznikly, a jejich charakter je předmětem diskusí, jelikož se její vědecká práce a metodologické postupy opíraly o esteticko-filozofické koncepce marxistické ideologie. Bibliografie jejího díla obsahuje na 600 titulů, z toho stovky knih, desítky úvah a stovky článků, z nichž bylo mnoho přeloženo do dalších jazyků.
Zofia Lissa vnesla do polské muzikologické literatury nový pohled do mnoha problémů: nezávislým pohledem nahlížela do hudební tvorby, zabývala se hudebními náměty v jejich vzájemných vztazích a podtrhovala společnou funkci hudby.